# Православие в Индии
Православие в Индии — христианская конфессия на территории Индии, представленная Русской православной церковью и Константинопольским патриархатом, а также древневосточной Маланкарской православной церковью.
По преданию территорию Индии в I веке посетил с проповедью святой апостол Фома.
На 2004 год число восточных православных в Индии насчитывало около 5 тысяч человек, что составляет около 0,0004 % населения страны, имелось шестнадцать приходов, десять священников и два диакона под юрисдикцией Константинопольского патриархата. При этом численность членов Маланкарской православной церкви составляет около 2,5 млн.
4 декабря 2006 года русской общиной на территории российского посольства в Нью-Дели начато строительство храма в честь апостола Фомы.
С 2013 года вопрос об открытии православной миссии на территории Индии рассматривает Русская православная церковь заграницей.

## Известные миссионеры
- Апостол Фома
- Пантен (ум. между 200 и 202) — богослов, доходил до индийских земель, почитается коптами и католиками в качестве святого.
- Епископ Феофил, индиец с острова Диу (IV век)[4]
- Архимандрит Андроник (Елпидинский) (1894—1959) — провёл в Индии 18 лет.
- Монахиня Гавриилия Папаянни (1897—1992)[5] — 5 лет посвятила лечению прокаженных и других больных в Индии.
- Епископ Игнатий (Сеннис) (р. 1951) — с 1991 по 2004 гг. был главой Православной Миссии в Западном Бенгале.
- Монахиня Нектария (Парадизи) — директор штаб-квартиры Филантропического общества Православной Церкви в Калькутте[6].